# Font de Dalt (el Pinell de Brai)
La Font de Dalt és una obra del Pinell de Brai (Terra Alta) protegida com a Bé Cultural d'Interès Local.

## Descripció
Font monumental amb volta d'arc rebaixat. El frontal presenta carreus de mida mitjana ben escairats, emmarcats dins del mur de l'escalinata d'accés a l'església parroquial, i grans lloses a la paret del fons. L'amplada a la base de l'arc és de 2,75 m i la volta té una profunditat d’1,8 m amb una alçada total de 3,2 m. L'aigua raja per dues aixetes situades a la paret del fons de la font. Aquesta s'acumulava en un receptacle rectangular delimitat per les parets laterals de la volta, la paret posterior de tancament i un mur frontal de 15 cm de gruix, 25 cm d'alçada interior i 63 a la paret exterior. S'hi accedeix des del carrer mitjançant dos esglaons de 50 i 70 cm i 20 cm d'alçada cadascun.
Destaca la clau de volta de l'arc, amb l'escut de Pinell esculpit i la data: 1870. Té una alçada de 65 cm.

## Història
Fou l’única font que proveïa d'aigua el municipi fins a la dècada del 60 del segle xx.
La font del Broi sorgeix d'una mina que es troba dintre de la propietat del Broi de Marcel·la, al nord-est del nucli de Pinell de Brai.
L'any 1870 l'Ajuntament va demanar de canalitzar l'aigua sobrant d'aquesta font i va construir el dipòsit als Estolls on la gent anava a buscar aigua amb els càntirs.
A la clau de volta de la font hi ha esculpit l'escut municipal i la data 1870, però no va ser fins 1927 que es va aconseguir construir un dipòsit al calvari i es va construir la font de ferro sota l'escalinata de l'església. L'aigua sobrant de la font anava cap a cal Serraller, als Freginals, on els de ca Marcel·la feien hort i també hi havia rentadors públics.
El dia 1 de desembre de 1929 es van posar aixetes a la font i l'aigua va deixar d'arribar a ca Marcel·la.
Als anys trenta es va col·locar una reixa per poder tancar la font a les nits. Aquesta va ser malmesa durant els bombardejos de la batalla de l'Ebre.
En èpoques de sequera, sobretot a l'estiu, hi havia restriccions d'un càntir d'aigua per persona i es feien torns per carrers per anar a buscar l'aigua. S'avisava mitjançant el crit de "a l'aigua" i les dones hi anaven de seguida.
L'any 1964 va arribar l'aigua de l'Ebre a les aixetes de la font i dos anys més tard a totes les cases. El 1961 es va elevar l'aigua d'un pou situat a la finca de Juanito de la Vall de Benifallet fins a uns 200 metres de desnivell i 2350 m de distància. Per aquesta data es va folrar amb rajoles l'interior de la font amb la següent inscripció "ABASTECIMIENTO DE AGUAS 1964 AÑOS DE PAZ", i la imatge de Sant Llorenç, patró del municipi i els escuts de Pinell i d'Espanya. A les fotografies de 1999 la font apareix sense rajoles.
A finals de 1998 es va renovar la conducció d'aigua de la font, ja que es perdia molta aigua. Les velles canonades de ferro es van substituir per polietilè. Des del dipòsit del Calvari es clora l'aigua i es distribueix per les vuit fonts públiques situades dins de municipi.
L'any 2013 es va restaurar i una rajola recorda les dates més importants relacionades amb la font.